# Biopreparat
Biopreparat (en ruso: Биопрепарат, "Preparación biológica") fue la mayor agencia de guerra biológica de la Unión Soviética fundada en la década de 1970. Era una vasta red de laboratorios secretos, cada uno centrado en un agente patógeno diferente. Sus 30 000 empleados investigaron y produjeron armas biológicas para ser usadas en la guerra basadas en el ébola, la viruela, la peste bubónica, ántrax, etc.

## Historia

### Establecimiento
Biopreparat se estableció en 1973 como una continuación civil del programa de armas biológicas de la Unión Soviética, el proyecto se inició con Yuri Ovchinnikov convenciendo al secretario general Leonid Brézhnev de que las armas biológicas eran necesarias. Estas investigaciones suponían una violación clara del tratado sobre convención de armas biológicas de 1972 que la antigua Unión Soviética había firmado.

### La catástrofe de ántrax en Sverdlovsk y las revelaciones de Biopreparat

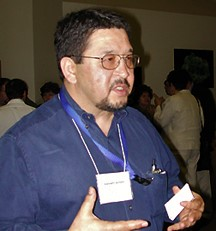
Ken Alibek, exdirector de Biopreparat y experto en armas biológicas.

En abril de 1979, un importante brote de ántrax pulmonar (carbunco) en la ciudad de Sverdlovsk (ahora Ekaterimburgo) causó la muerte de 105 a 120 ciudadanos soviéticos. Los soviéticos trataron de silenciar las cosas, pero los detalles se filtraron a Occidente en 1980, cuando el diario alemán Bild Zeitung publicó una noticia sobre el accidente. Moscú describió las acusaciones de que la epidemia fue ocasionada por un accidente en una instalación de armas biológicas como "propaganda calumniosa", e insistió en que el brote de ántrax había sido causada por alimentos contaminados. Finalmente se supo que el incidente fue debido a un accidente en una instalación militar de Biopreparat ubicada en Sverdlovsk, desde la cual se liberaron accidentalmente esporas de carbunco que provocaron la muerte de las personas.
En 1989 el experto en armas biológicas Vladimir Pasechnik desertó y se fue a occidente advirtiendo de la presencia de un programa clandestino de armas biológicas en la URSS, los presidentes de Estados Unidos y Reino Unido pidieron a su homólogo soviético Mijaíl Gorbachov que abriese las instalaciones a los observadores internacionales. En 1991 se llegó a observar las instalaciones pero se encontraron con evasivas y negativas, además de que la mayoría de los tanques donde supuestamente se guardaban las armas estaban misteriosamente esterilizados. Según Pesechnik el programa soviético era unas 10 veces mayor que los estadounidenses sospechaban, dicha tesis se confirmó en 1992 con la deserción del Coronel Kanatjan Alibekov (ahora conocido como Ken Alibek), quien había sido el director de Biopreparat desde 1988 a 1992. Afirmó que el desarrollo de nuevas cepas de superarmas de ingeniería genética aún continuaba.

### 1990
El complejo Biopreparat sufrió con la caída de la Unión Soviética. Desde entonces, varias de las grandes líneas de producción de armas biológicas habían sido oficialmente cerradas. Su estado actual es desconocido, sin embargo, es probable que las entidades sucesoras de Biopreparat continúen con la investigación y desarrollo de armas biológicas, al menos, hasta el final de la década de 1990.

## Operaciones
Biopreparat fue un sistema de 18 institutos de investigación nominalmente civil, laboratorios y centros de investigación repartidos principalmente alrededor de la Rusia europea, en la que un pequeño ejército de científicos y técnicos desarrollaron armas biológicas basadas en diferentes patógenos como: ántrax, el ébola, el virus de Marburg, la peste, la fiebre Q, el virus Junín, muermo, y la viruela. Fue el mayor productor de ántrax como arma de guerra en la Unión Soviética y fue líder en el desarrollo de nuevas tecnologías de armas biológicas, como por ejemplo usar la ingeniería genética para crear un virus híbrido a partir de la unión entre un virus ADN y uno de ARN. El Ebolapox es un ejemplo de virus híbrido creado por Biopreparat.

### Institutos de Biopreparat
El proyecto contó con 18 grandes plantas de fabricación e instalaciones, a continuación se mencionan algunos:
- Instituto de Microbiología en Stepnogorsk, al norte de Kazajistán
- Instituto de Preparaciones Bioquímicas Ultrapuras en Leningrado (militarización de la peste)
- Centro Estatal para la Investigación de Virología y Biotecnología (VECTOR) en Koltsovo (militarización de la viruela)
- Instituto de Bioquímica Aplicada, en Omutninsk
- Instalación para la producción de armas biológicas en Kírov
- Instalación para la producción de la viruela en Zagorsk
- Instalación para la producción de armas biológicas en Berdsk
- Instalación para la producción de armas biológicas en Sverdlovsk (militarización del ántrax)
- Sitio de pruebas de armas biológicas en la Isla Vozrozhdeniya, Mar de Aral

### Agentes patógenos de Biopreparat
Los agentes patógenos que se han militarizado con éxito incluyen (en orden de terminación):
- Viruela
- Peste bubónica
- Carbunco
- Encefalitis equina venezolana
- Tularemia
- Influenza
- Brucelosis
- Virus de Marburgo
- Ébola
- Virus Machupo
- Veepox (híbrido de la encefalitis equina venezolana con viruela)
- Ebolapox (híbrido de ébola con viruela)

La capacidad de producción anual para muchos de los patógenos enumerados anteriormente se encontraban en decenas de toneladas, típicamente con instalaciones de producción redundantes ubicados en toda la Unión Soviética.